# Cryptohelcostizus chrysobothridis
Cryptohelcostizus chrysobothridis är en stekelart som beskrevs av Joseph Augustine Cushman 1940. Cryptohelcostizus chrysobothridis ingår i släktet Cryptohelcostizus och familjen brokparasitsteklar. Inga underarter finns listade i Catalogue of Life.